# Cristoforo Stati
Cristoforo Stati , también conocido como Cristofano Da Bracciano, fue un escultor italiano, nacido el año 1556 en Bracciano y fallecido el 1619 en Roma.

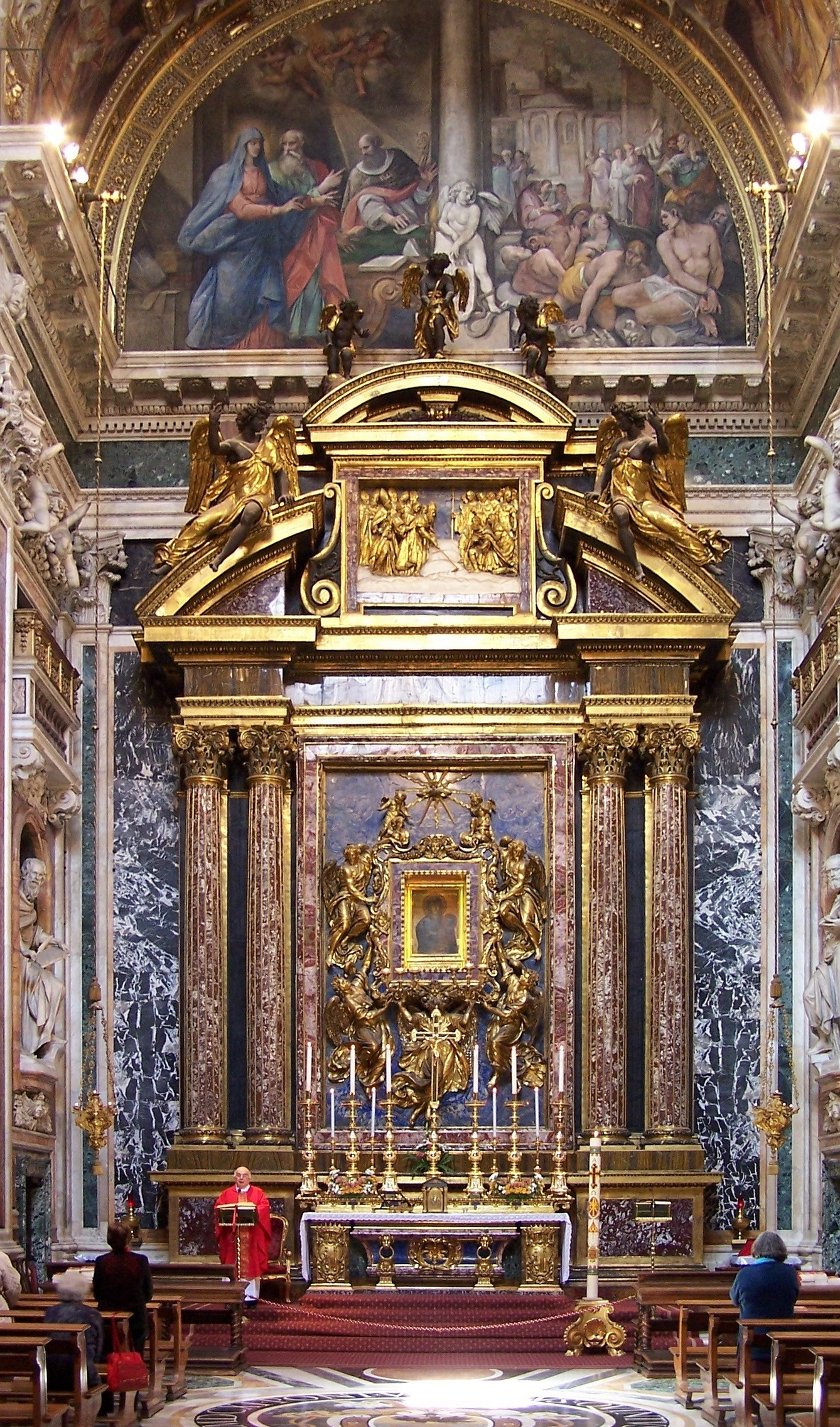
Interior de la Capilla Borgghese de Santa Maria la Mayor

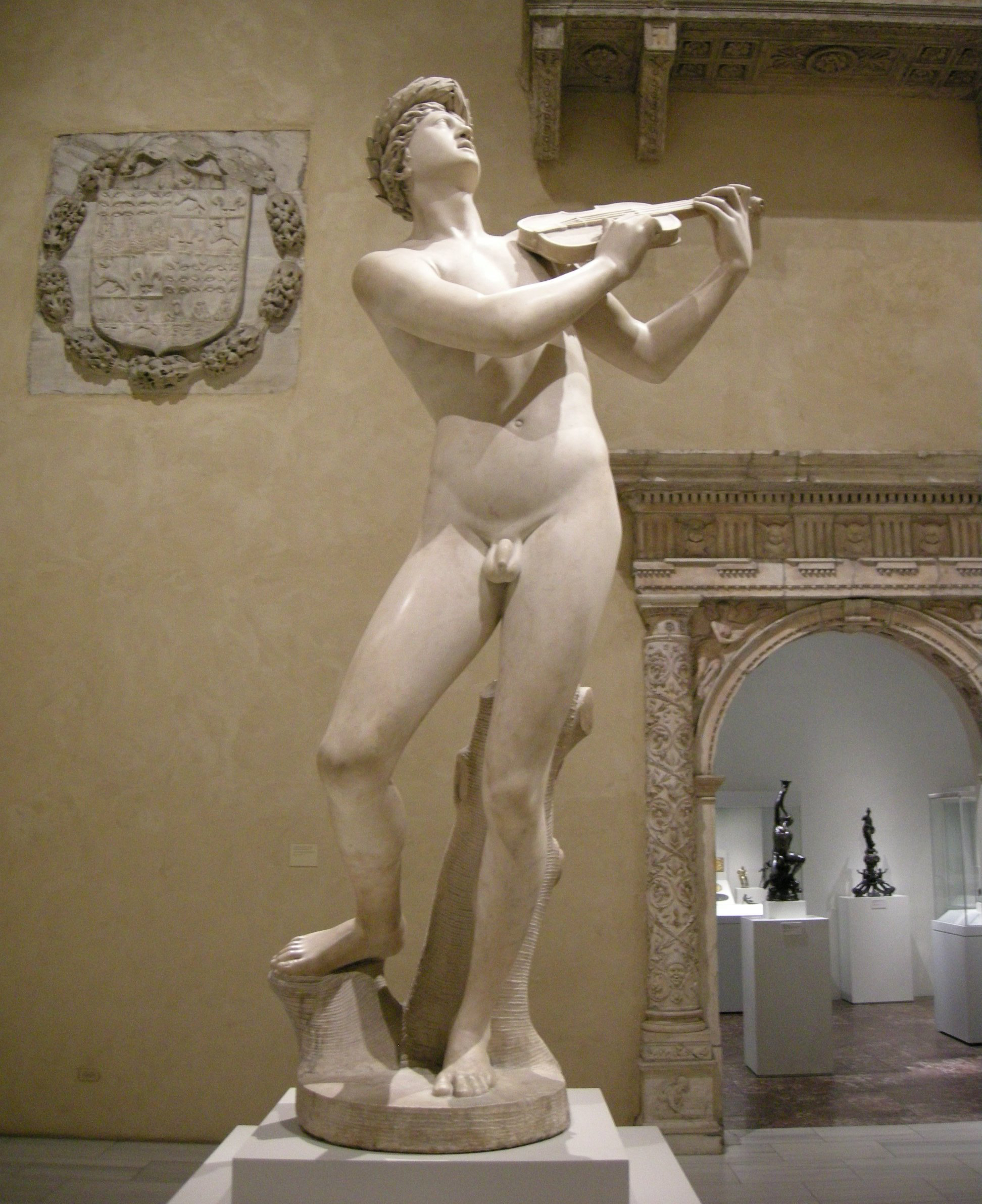
Orfeo, mármol, sección de escultura del renacimiento en el Metropolitan de Nueva York.

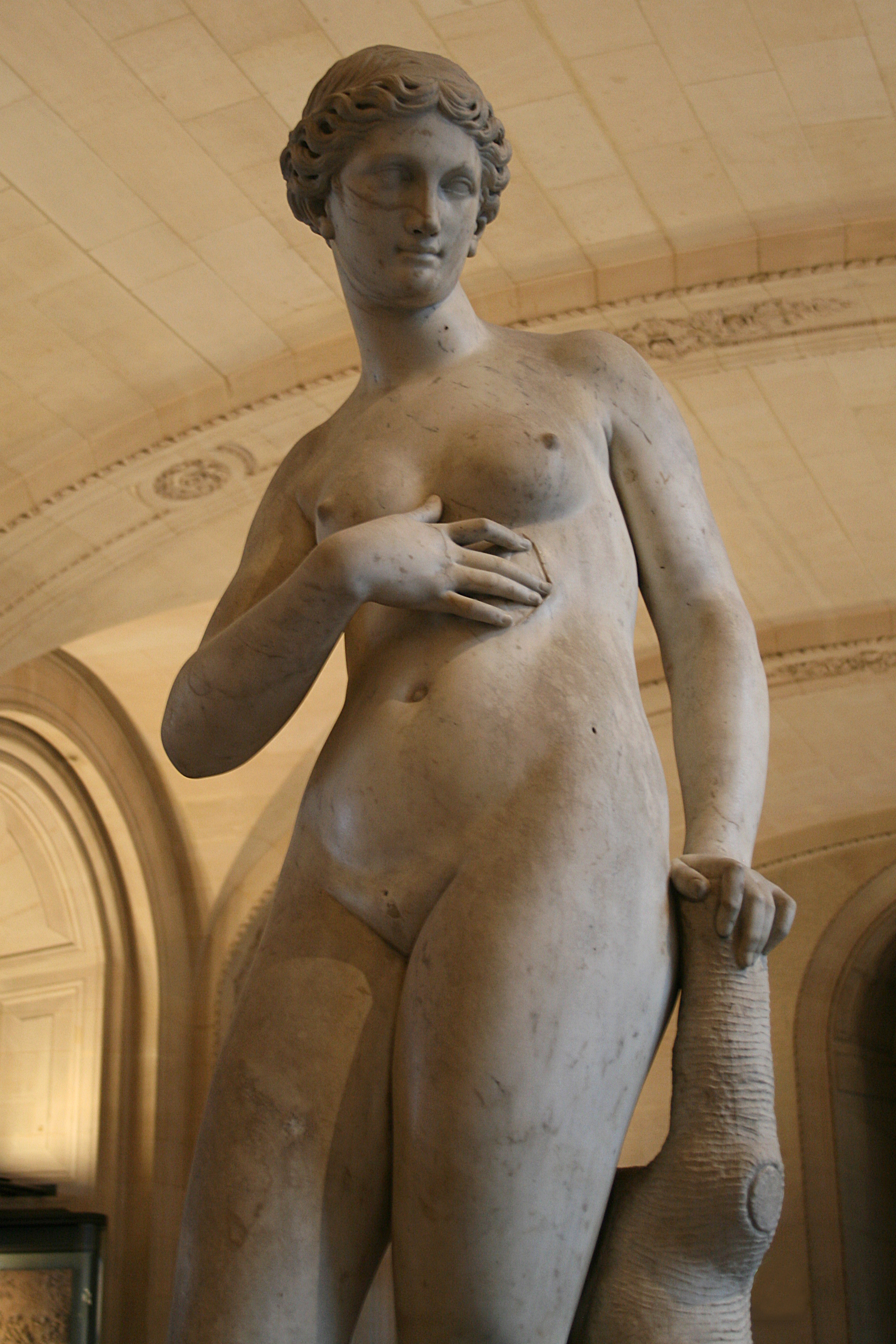
L'Amicizia, museo del Louvre (Paris)

## Vida y obras
Entre 1608 y 1615 trabajó en la decoración escultórica de la capilla paulina (Cappella Paolina), también llamada Capilla Borghese de la Basílica de Santa María la Mayor. Este proyecto fue realizado por colaboración de un heterogéneo grupo de artistas: Silla da Viggiù, que llevó a cabo la parte mayor del trabajo, con las dos estatuas papales, Bonvicino, Vasoldo, Cristoforo Stati, Nicolò Cordieri, Ippolito Buzio, Camillo Mariani, Pietro Bernini, Stefano Maderno y Francesco Mochi.  La capilla fue un encargo de 1605 del papa Paulo V, para ser su lugar de enterramiento. 
Entre las obras de Cristoforo Stati se incluyen las siguientes:
- Orfeo, mármol. Actualmente en el patio del castillo de Vélez-Blanco del Metropolitan Museum de Nueva York. Esta obra fue realizada originalmente para el Palacio Corsi de Florencia.[1]

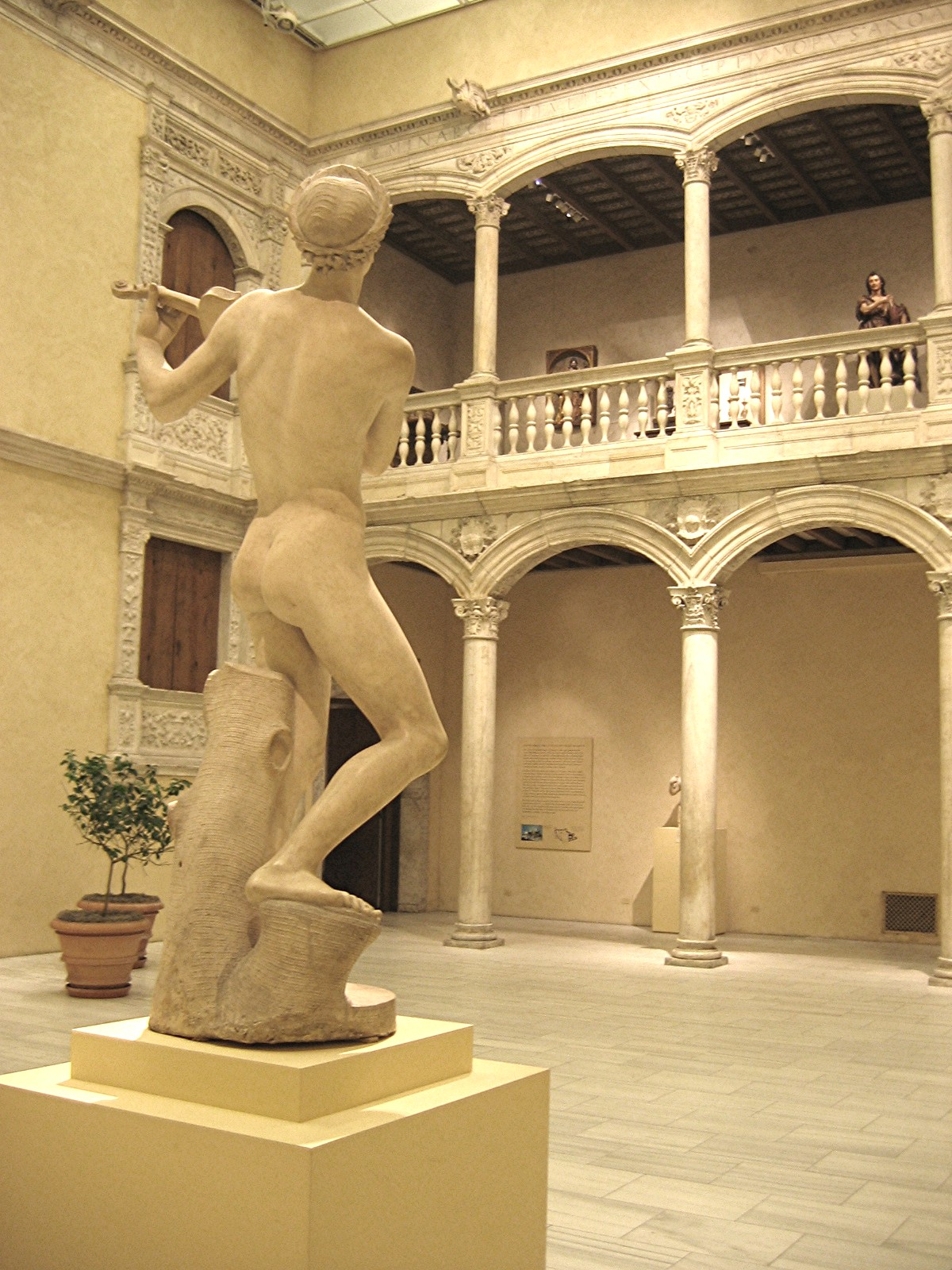
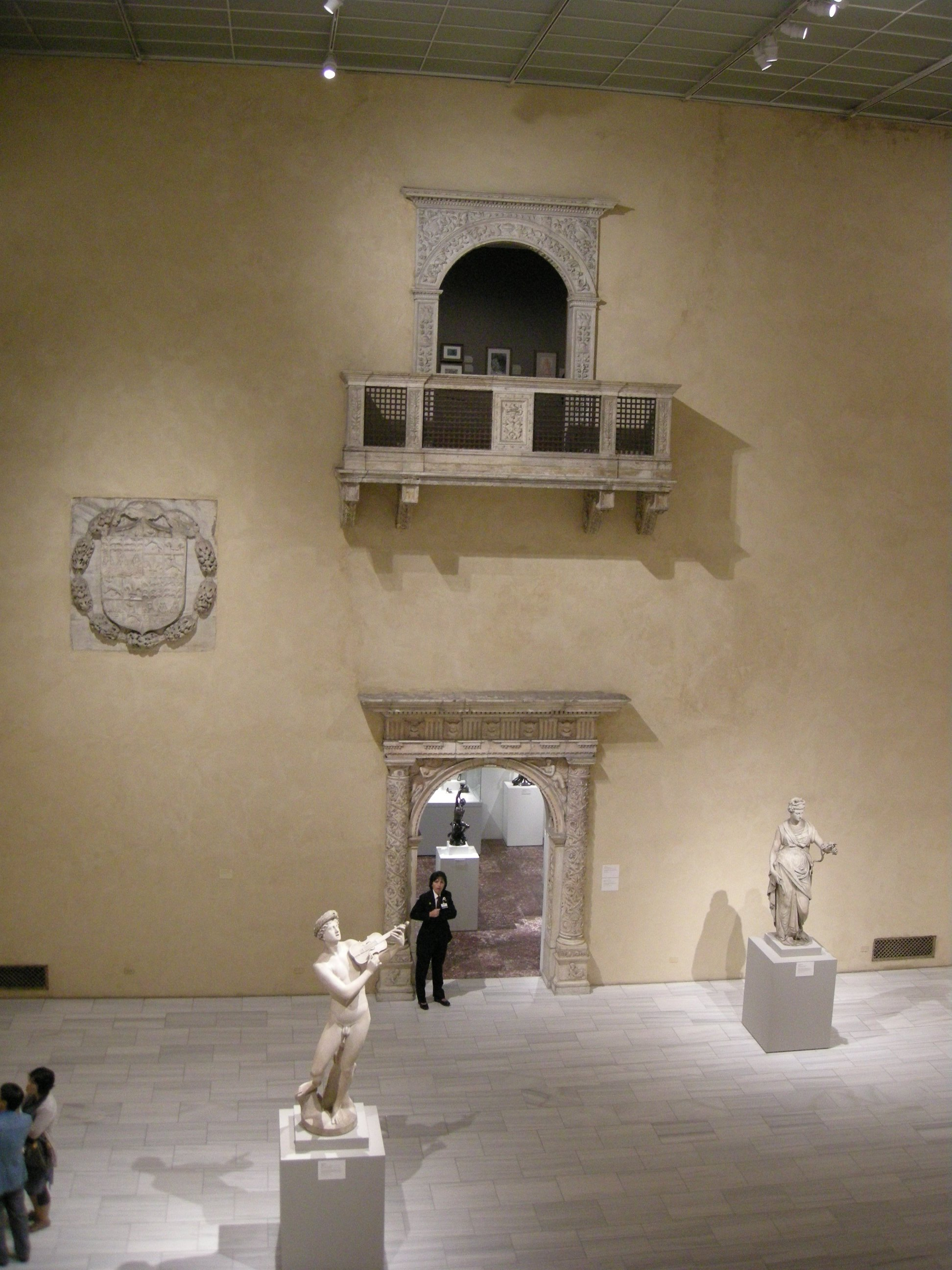
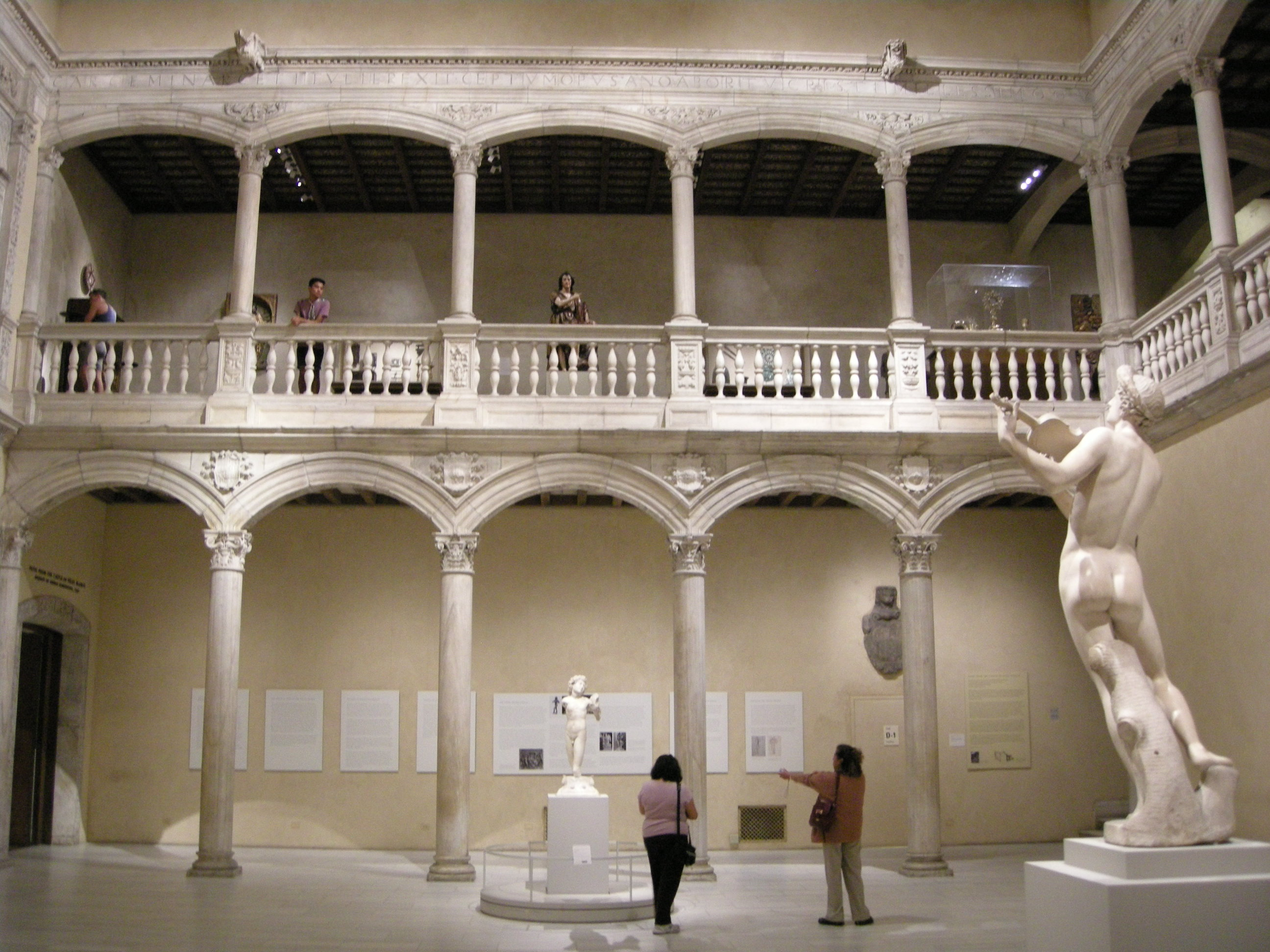

 Pulsar sobre la imagen para ampliar. 
- Cleopatra, figura a tamaño natural de mármol, atribuida a Cristoforo Stati.[2]
- Adone e Venere, Palazzo Comunale - Bracciano.[3] ·[2]
- Sansón y el león, en el Instituto de Arte de Chicago[4]